# Li Chengbo
Li Chengbo (chiń. 李成波, ur. 15 listopada 1984 w Dulian) – chiński skoczek narciarski, reprezentant klubu SC Dulian. Uczestnik mistrzostw świata (2005) oraz uniwersjady (2005).
W grudniu 2003 zadebiutował w Pucharze Kontynentalnym, zajmując 60. miejsce w Lillehammer. 15 lutego 2004 wystąpił w konkursie drużynowym Pucharu Świata w Willingen, w którym zajął razem z reprezentacją Chin ostatnie 12. miejsce. W styczniu 2005 wystartował na zimowej uniwersjadzie, gdzie zajął 49. miejsce na skoczni normalnej oraz 46. na dużej. Miesiąc później wystartował na mistrzostwach świata – odpadł w kwalifikacjach do obu konkursów indywidualnych, a w zmaganiach drużynowych zajął 14. pozycję zarówno na skoczni normalnej jak i dużej (były to jego ostatnie starty na arenie międzynarodowej).

## Mistrzostwa świata

### Indywidualnie
| 2005 Oberstdorf | – | nie zakwalifikował się (K-90), nie zakwalifikował się (K-120) |

### Drużynowo
| 2005 Oberstdorf | – | 14. miejsce (K-90), 14. miejsce (K-120) |

### Starty Li Chengbo na mistrzostwach świata – szczegółowo
| Miejsce | Dzień     | Rok  | Miejscowość | Skocznia            | Punkt K | HS     | Konkurs  | Skok 1 | Skok 2 | Nota                 | Strata                  | Zwycięzca               |
| ------- | --------- | ---- | ----------- | ------------------- | ------- | ------ | -------- | ------ | ------ | -------------------- | ----------------------- | ----------------------- |
| NQ      | 19 lutego | 2005 | Oberstdorf  | Schattenbergschanze | K-90    | HS-100 | indywid. | 66,5 m | 66,5 m | 59,5 pkt             | Nie zakwalifikował się. | Nie zakwalifikował się. |
| 14.     | 20 lutego | 2005 | Oberstdorf  | Schattenbergschanze | K-90    | HS-100 | druż.    | 64,5 m | –      | 373,5 pkt (54,5 pkt) | 597,0 pkt               | Austria                 |
| NQ      | 25 lutego | 2005 | Oberstdorf  | Schattenbergschanze | K-120   | HS-137 | indywid. | 81,0 m | 81,0 m | 36,3 pkt             | Nie zakwalifikował się. | Nie zakwalifikował się. |
| 14.     | 26 lutego | 2005 | Oberstdorf  | Schattenbergschanze | K-120   | HS-137 | druż.    | 75,0 m | –      | 190,9 pkt (19,0 pkt) | 946,4 pkt               | Austria                 |

## Uniwersjada

### Indywidualnie
| 2005 Innsbruck/Seefeld | – | 49. miejsce (K-90), 46. miejsce (K-120) |

### Starty Li Chengbo na uniwersjadzie – szczegółowo
| Miejsce | Dzień       | Rok  | Miejscowość | Skocznia                   | Punkt K | HS     | Konkurs  | Skok 1 | Skok 2 | Nota     | Strata    | Zwycięzca      |
| ------- | ----------- | ---- | ----------- | -------------------------- | ------- | ------ | -------- | ------ | ------ | -------- | --------- | -------------- |
| 49.     | 13 stycznia | 2005 | Seefeld     | Toni-Seelos-Olympiaschanze | K-90    | HS-100 | indywid. | 65,0 m | –      | 55,0 pkt | 197,0 pkt | Manuel Fettner |
| 46.     | 19 stycznia | 2005 | Innsbruck   | Bergisel                   | K-120   | HS-130 | indywid. | 89,5 m | –      | 50,1 pkt | 202,1 pkt | Manuel Fettner |

## Puchar Świata

### Miejsca w poszczególnych konkursach drużynowych Pucharu Świata
| Źródło                                           | Źródło          | Źródło          | Źródło          | Źródło          | Źródło          | Źródło          | Źródło          | Źródło         | Źródło     |
| ------------------------------------------------ | --------------- | --------------- | --------------- | --------------- | --------------- | --------------- | --------------- | -------------- | ---------- |
| Sezon 2003/2004                                  | Sezon 2003/2004 | Sezon 2003/2004 | Sezon 2003/2004 | Sezon 2003/2004 | Sezon 2003/2004 | Sezon 2003/2004 | Sezon 2003/2004 | Willingen K130 | Lahti K116 |
| Sezon 2003/2004                                  | Sezon 2003/2004 | Sezon 2003/2004 | Sezon 2003/2004 | Sezon 2003/2004 | Sezon 2003/2004 | Sezon 2003/2004 | Sezon 2003/2004 | 12             | -          |
| Legenda                                          |                 |                 |                 |                 |                 |                 |                 |                |            |
| 1 2 3 4-8 poniżej 8 - – zawodnik nie wystartował |                 |                 |                 |                 |                 |                 |                 |                |            |

## Puchar Kontynentalny

### Miejsca w poszczególnych konkursach Pucharu Kontynentalnego
| Sezon 2003/2004                                                               |             |              |           |           |           |              |           |           |         |               |               |           |           |            |               |               |         |         |               |               |            |            |           |           |               |               |           |           |          |        |        |        |        |        |        |        |        |        |        |        |        |        |        |        |        |        |        |        |        |        |        |        |        |        |        |        |        |        |        |        |        |        |        |        |        |        |        |        |        |
| Lillehammer                                                                   | Lillehammer | Sankt Moritz | Engelberg | Seefeld   | Planica   | Planica      | Sapporo   | Sapporo   | Sapporo | Bischofshofen | Bischofshofen | Braunlage | Braunlage | Brotterode | Brotterode    | Zakopane      | Westby  | Westby  | Iron Mountain | Iron Mountain | Kuopio     | Kuopio     | Vikersund | Vikersund | punkty        | punkty        | punkty    | punkty    | punkty   | punkty | punkty | punkty | punkty | punkty | punkty | punkty | punkty | punkty | punkty | punkty | punkty | punkty | punkty | punkty | punkty | punkty | punkty | punkty | punkty | punkty | punkty | punkty | punkty | punkty | punkty | punkty | punkty | punkty | punkty | punkty | punkty | punkty | punkty | punkty |        |        |        |        |        |
| 60                                                                            | 62          | 70           | 72        | -         | -         | -            | -         | -         | -       | 78            | 67            | -         | -         | -          | -             | -             | -       | -       | -             | -             | -          | -          | -         | -         | 0             | 0             | 0         | 0         | 0        | 0      | 0      | 0      | 0      | 0      | 0      | 0      | 0      | 0      | 0      | 0      | 0      | 0      | 0      | 0      | 0      | 0      | 0      | 0      | 0      | 0      | 0      | 0      | 0      | 0      | 0      | 0      | 0      | 0      | 0      | 0      | 0      | 0      | 0      | 0      |        |        |        |        |        |
| Sezon 2004/2005                                                               |             |              |           |           |           |              |           |           |         |               |               |           |           |            |               |               |         |         |               |               |            |            |           |           |               |               |           |           |          |        |        |        |        |        |        |        |        |        |        |        |        |        |        |        |        |        |        |        |        |        |        |        |        |        |        |        |        |        |        |        |        |        |        |        |        |        |        |        |        |
| Rovaniemi                                                                     | Rovaniemi   | Lahti        | Lahti     | Harrachov | Harrachov | Sankt Moritz | Engelberg | Engelberg | Seefeld | Planica       | Planica       | Sapporo   | Sapporo   | Sapporo    | Bischofshofen | Bischofshofen | Lauscha | Lauscha | Braunlage     | Braunlage     | Brotterode | Brotterode | Westby    | Westby    | Iron Mountain | Iron Mountain | Vikersund | Vikersund | Zakopane | punkty | punkty | punkty | punkty | punkty | punkty | punkty | punkty | punkty | punkty | punkty | punkty | punkty | punkty | punkty | punkty | punkty | punkty | punkty | punkty | punkty | punkty | punkty | punkty | punkty | punkty | punkty | punkty | punkty | punkty | punkty | punkty | punkty | punkty | punkty | punkty | punkty | punkty | punkty | punkty |
| -                                                                             | -           | -            | -         | -         | -         | 79           | -         | -         | 83      | -             | -             | -         | -         | -          | dq            | 64            | 61      | 62      | 50            | 50            | 69         | 65         | -         | -         | -             | -             | -         | -         | -        | 0      | 0      | 0      | 0      | 0      | 0      | 0      | 0      | 0      | 0      | 0      | 0      | 0      | 0      | 0      | 0      | 0      | 0      | 0      | 0      | 0      | 0      | 0      | 0      | 0      | 0      | 0      | 0      | 0      | 0      | 0      | 0      | 0      | 0      | 0      | 0      | 0      | 0      | 0      | 0      |
| Legenda                                                                       |             |              |           |           |           |              |           |           |         |               |               |           |           |            |               |               |         |         |               |               |            |            |           |           |               |               |           |           |          |        |        |        |        |        |        |        |        |        |        |        |        |        |        |        |        |        |        |        |        |        |        |        |        |        |        |        |        |        |        |        |        |        |        |        |        |        |        |        |        |
| 1 2 3 4-10 11-30 poniżej 30 dq – dyskwalifikacja - – zawodnik nie wystartował |             |              |           |           |           |              |           |           |         |               |               |           |           |            |               |               |         |         |               |               |            |            |           |           |               |               |           |           |          |        |        |        |        |        |        |        |        |        |        |        |        |        |        |        |        |        |        |        |        |        |        |        |        |        |        |        |        |        |        |        |        |        |        |        |        |        |        |        |        |